# Like Torches
Like Torches ist eine Metalcore-/Pop-Punk-Band aus Stockholm. Die Gruppe wurde 2005 unter dem Namen You Ate My Dog gegründet.

## Geschichte
Die Gruppe Like Torches, welche unter dem Namen You Ate My Dog gegründet wurde, besteht aus den Musikern Daniel Kärn (Gitarre, Gesang), Jonathan Kärn (Gesang), Erik Thyr (Gitarre), Zakarias Faleij (Bass) und Jimmy Brunkvist (Schlagzeug). Die Band steht bei Snapping Fingers Snapping Necks (SFSN), einem schwedischen Indie-Label aus Stockholm, unter Vertrag.
Das Debütalbum Like Torches wurde bei diesem Label produziert und weltweit veröffentlicht. Es erhielt von der internationalen Fachpresse, darunter von The Pit, Alter The Press! positive Kritiken.
Im September 2010 spielte die Gruppe auf dem Moshpit Open Air. Im April 2011 tourte You Ate My Dog durch Schweden und Deutschland. Auf ihrer Schweden-Tour wurde die Gruppe unter anderem von Aim for the Sunrise begleitet. In Deutschland war die Gruppe Special Guest auf der Tour von We Butter the Bread with Butter. Im Juni desselben Jahres folgte eine Tour durch das Vereinigte Königreich.
Die Band benannte sich zwischenzeitlich in Like Torches um. Im Februar 2013 veröffentlichte die Band ihr zweites Album Keep Your Head High über SFSN in Europa. Später erfolgte eine Unterschrift bei Kick Rock Invasion für den japanischen Markt. Das Album wurde von Ryan Key und Ryan Mendez von Yellowcard produziert. Mit Yellowcard tourte die Band durch die Vereinigten Staaten.

## Diskografie
- 2011: Still Lost (Single)
- 2011: Like Torches (Album)
- 2013: Keep Your Head High (Album)
- 2016: Shelter (Album, Rude Records)
- 2019: Loves and Losses (Album)